# Sommer-Paralympics 2008/Teilnehmer (Panama)
| stlisierte Goldmedaille | stlisierte Silbermedaille | stlisierte Bronzemedaille |
| ----------------------- | ------------------------- | ------------------------- |
| —                       | —                         | —                         |

Panama nahm mit zwei Sportlern an den Sommer-Paralympics 2008 im chinesischen Peking teil.
Fahnenträger während der Eröffnungsfeier  war Said Gomez.
Beide Athleten schieden jeweils in ihren Vorläufen aus.

## Teilnehmer nach Sportarten

### Leichtathletik
Männer
- Said Gomez

### Schwimmen
Frauen
- Desire Aguilar